# Исчезнувшие населённые пункты Ивановской области/Заволжский район
Исчезнувшие населённые пункты Ивановской области/Заволжский район
- Авдотьино, Колшевский с/с, № 86 от 17.02.1972
- Акишенки, Есиплевский с/с, № 133 от 8.06.1995
- Алёшково, Новлянский с/с, № 21/16 от 12.12.1977
- Алешунино, Чегановский с/с, № 809 от 9.12.1974
- Амшеник, Торопихинский с/с, № 133 от 8.06.1995
- Ануфриево , Есиплевский с/с, № 133 от 8.06.1995
- Апалиха, Шибановский с/с, № 86 от 17.02.1972
- Артюковка, Чегановский с/с, № 9/20-1 от 24.04.1978
- Асаново, Колшевский с/с, № 152 от 17.07.1997
- Бабка, Корниловский с/с, № 483 от 26.10.1964
- Башарово, Шибановский с/с, № 86 от 17.02.1972
- Безводново, Чегановский с/с, № 86 от 17.02.1972
- Белогузовская, Новлянский с/с, № 483 от 26.10.1964
- Болотниково, Шеломовский с/с, № 86 от 17.02.1972
- Борятино Большое, Жажлевский с/с, № 723 от 18.12.1970
- Борятино Малое, Жажлевский с/с, № 21/16 от 12.12.1977
- Буровские Поля, Жажлевский с/с, № 20/11 от 15.11.1976
- Ванино, Корниловский с/с, № 809 от 9.12.1974
- Ванюковская, Новлянский с/с, № 133 от 8.06.1995
- Вашкино, Чегановский с/с, № 86 от 17.02.1972
- Волчиха, Чегановский с/с, № 337 от 9.07.1959
- Воскресенское, Жажлевский с/с, № 723 от 18.12.1970
- Высоково, Дмитриевский с/с, № 809 от 9.12.1974
- Высоково, Новлянский с/с, № 133 от 8.06.1995
- Говеново, Новлянский с/с, № 133 от 8.06.1995
- Горки, Воздвиженский с/с, № 9/20-1 от 24.04.1978
- Городище, Шеломовский с/с, № 86 от 17.02.1972
- Григошево, Воздвиженский с/с, № 809 от 9.12.1974
- Губино, Белоноговский с/с, № 483 от 26.10.1964
- Десятское, Есиплевский с/с, № 809 от 9.12.1974
- Дериглазово, Колшевский с/с, № 20/11 от 15.11.1976
- Дичево, Шеломовский с/с, № 483 от 26.10.1964
- Дмитриевское, Корниловский с/с, № 20/11 от 15.11.1976
- Дружинино, Жажлевский с/с, № 9/20-1 от 24.04.1978
- Дубнево, Дмитриевский с/с, № 483 от 26.10.1964
- Дьяково, Белоноговский с/с, № 809 от 9.12.1974
- Дьяконово, Шибановский с/с, № 86 от 17.02.1972
- Еремеевская, Новлянский с/с, № 338 от 21.12.1981
- Жажлево Большое, Жажлевский с/с, № 20/11 от 15.11.1976
- Жажлево Малое, Жажлевский с/с, № 483 от 26.10.1964
- Желтово, Торопихинский с/с, № 338 от 8.06.1995
- Жилино, Шеломовский с/с, № 9/20-1 от 24.04.1978
- Завражье, Колшевский с/с, № 20/11 от 15.11.1976
- Загарье, Воробьецовский с/с, № 133 от 8.06.1995
- Зайково, Чегановский с/с, № 9/20-1 от 24.04.1978
- Заречье, Колшевский с/с, № 86 от 17.02.1972
- Звягино, Чегановский с/с, № 664 от 20.11.1972
- Зимнево, Есиплевский с/с, № 86 от 17.02.1972
- Зубарево, Шибановский с/с, № 20/11 от 15.11.1976
- Игумново, Есиплевский с/с, № 809 от 9.12.1974
- Измайлово, Колшевский с/с, № 809 от 9.12.1974
- Калетино, Новлянский с/с, № 383 от 21.12.1981
- Караево, Шибановский с/с, № 86 от 17.02.1972
- Караксино, Корниловский с/с, № 20/11 от 15.11.1976
- Карпово, Есиплевский с/с, № 809 от 9.12.1974
- Карцево, Корниловский с/с, № 133 от 8.06.1995
- Качалки, Колшевский с/с, № 152 от 17.07.1997
- п. Кирпичного завода, Новлянский с/с, № 664 от 20.11.1972
- Кистега, Корниловский с/с, № 483 от 26.10.1964
- Кожуховская, Торопихинский с/с, № 383 от 21.12.1981
- Коковино, Торопихинский с/с, № 133 от 8.06.1995
- Кокуйка, Жажлевский с/с, № 383 от 21.12.1981
- Конищево, Шибановский с/с, № 20/11 от 15.11.1976
- Костехово, Корниловский с/с, № 133 от 8.06.1995
- Краксино, Белоноговский с/с, № 86 от 17.02.1972
- Кривцово, Шибановский с/с, № 809 от 9.12.1974
- Кривякино, Чегановский с/с, № 809 от 9.12.1974
- Крутой Враг, Новлянский с/с, № 133 от 8.06.1995
- Кузьминское, Воздвиженский с/с, № 664 от 20.11.1972
- Кульпино, Дмитриевский с/с, № 483 от 26.10.1964
- Лакомцево, Корниловский с/с, № 20/11 от 15.11.1976
- Левинская, Чегановский с/с, № 809 от 9.12.1974
- Ледины, Шеломовский с/с, № 809 от 9.12.1974
- Лесговец, Дмитриевский с/с, № 809 от 9.12.1974
- Лесново, Воздвиженский с/с, № 664 от 20.11.1972
- Ломки, Шибановский с/с, № 21/16 от 12.12.1977
- Лопатино, Воздвиженский с/с, № 133 от 8.06.1995
- Луза, Корниловский с/с, № 483 от 26.10.1964
- Матвейково, Торопихинский с/с, № 133 от 8.06.1995
- Матвейцево, Воздвиженский с/с, № 809 от 9.12.1974
- Марково, Воздвиженский с/с, № 9/20-1 от 24.04.1978
- Медведково, Новлянский с/с, № 152 от 17.07.1997
- Меленцево, Колшевский с/с, № 86 от 17.02.1972
- Мельничище, Новлянский с/с, № 9/20-1 от 24.04.1978
- Меркулинская, Новлянский с/с, № 20/11 от 15.11.1976
- п. Михеево-Звяги, Воздвиженский с/с, № 664 от 20.11.1972
- Митенино, Воздвиженский с/с, № 383 от 21.12.1981
- Морозово, Чегановский с/с, № 809 от 9.12.1974
- Мякотиха, Чегановский с/с, № 86 от 17.02.1972
- Неверово, Колшевский с/с, № 483 от 26.10.1964
- Никоновка, Корниловский с/с, № 86 от 17.02.1972
- Никульское, Гольцовский с/с, № 152 от 17.07.1997
- Никульцыно, Шибановский с/с, № 483 от 26.10.1964
- Новая, Шеломовский с/с, № 86 от 17.02.1972
- Осеево, Новлянский с/с, № 483 от 26.10.1964
- Осиновка, Колшевский с/с, № 86 от 17.02.1972
- Павлиха, Шеломовский с/с, № 809 от 9.12.1974
- Панифидино, Шибановский с/с, № 20/11 от 15.11.1976
- Пашковка, Корниловский с/с, № 86 от 17.02.1972
- Питягино, Торопихинский с/с, № 133 от 8.06.1995
- Пихалево, Ивашевский с/с, № 483 от 26.10.1964
- Плюскалово, Ивашевский с/с, № 483 от 26.10.1964
- Погорелица, Новлянский с/с, № 152 от 17.07.1997
- Полянки, Дмитриевский с/с, № 483 от 26.10.1964
- Пономарёво, Воздвиженский с/с, № 86 от 17.02.1972
- Попадьино , Шибановский с/с, № 483 от 26.10.1964
- Починок, Новлянский с/с, № 20/11 от 15.11.1976
- п. Подсобного хозяйства, Воздвиженский с/с, № 20/11 от 15.11.1976
- п. 2-го отделения совхоза «Пятилетка», Чегановский с/с, № 17/9 от 11.11.1979
- Прелово, Жажлевский с/с, № 133 от 8.06.1995
- Рай, Корниловский с/с, № 483 от 26.10.1964
- Раменье, Шибановский с/с, № 21/16 от 12.12.1977
- Рамешки, Белоноговский с/с, № 86 от 17.02.1972
- Рогозиниха, Чегановский с/с, № 483 от 26.10.1964
- Семёново, Жажлевский с/с, № 21/16 от 12.12.1977
- Семенцево, Чегановский с/с, № 9/20-1 от 24.04.1978
- Смерково, Новлянский с/с, № 483 от 26.10.1964
- Спирино, Шеломовский с/с, № 483 от 26.10.1964
- Студенец, Шибановский с/с, № 483 от 26.10.1964
- Сногищево, Белоноговский с/с, № 86 от 17.02.1972
- Скокуши, Корниловский с/с, № 133 от 8.06.1995
- Скотобаза, Белоноговский с/с, № 809 от 9.12.1974
- п. Подсобного хозяйства «Соколово», Воздвиженский с/с, № 17/9 от 11.11.1979
- Солдога, Воздвиженский с/с, № 133 от 8.06.1995
- Студёные Ключи, Воздвиженский с/с, № 133 от 8.06.1995
- Суворово, Новлянский с/с, № 86 от 17.02.1972
- Сухара, Шеломовский с/с, № 483 от 26.10.1964
- Татаринцево, Шибановский с/с, № 483 от 26.10.1964
- Теремец, Колшевский с/с, № 483 от 26.10.1964
- Тиманцево, Колшевский с/с, № 86 от 17.02.1972
- Тиновка, Корниловский с/с, № 483 от 26.10.1964
- Типуново, Корниловский с/с, № 133 от 8.06.1995
- Треново, Колшевский с/с, № 133 от 8.06.1995
- п. Трикотажной фабрики, Чегановский с/с, № 664 от 20.11.1972
- Фоминское, Колшевский с/с, № 20/11 от 15.11.1976
- Хаманино, Колшевский с/с, № 664 от 20.11.1972
- Харчи, Воздвиженский с/с, № 809 от 9.12.1974
- Хвостово, Чегановский с/с, № 809 от 9.12.1974
- Хомутинино, Шеломовский с/с, № 483 от 26.10.1964
- Чашково, Ивашевский с/с, № 483 от 26.10.1964
- Челищево, Шибановский с/с, № 483 от 26.10.1964
- Шелагурино, Воробьецовский с/с, № 133 от 8.06.1995
- Шибаниха, Торопихинский с/с, № 133 от 8.06.1995
- Шишкино Большое, Колшевский с/с, № 21/16 от 12.12.1977
- Якимцево, Шибановский с/с, № 483 от 26.10.1964
- Ямново, Чегановский с/с, № 21/16 от 12.12.1977